# Мосс Барместер
Мосс Барместер (англ. Moss Burmester, 19 червня 1981) — новозеландський плавець.
Учасник Олімпійських Ігор 2004, 2008 років.